# Rysk trampört
Rysk trampört (Polygonum patulum) är en slideväxtart som beskrevs av Friedrich August Marschall von Bieberstein. Rysk trampört ingår i släktet trampörter, och familjen slideväxter. Arten förekommer tillfälligt i Sverige, men reproducerar sig inte.

## Underarter
Arten delas in i följande underarter:
- P. p. bordzilowskii
- P. p. patulum